# Brittiska F3-mästerskapet 2003
Brittiska F3-mästerskapet 2003 var ett race som vanns överlägset av den sydafrikanske föraren Alan van der Merwe.

## Delsegrare
| Bana           | Vinnare            | Vinnare            |
| -------------- | ------------------ | ------------------ |
| Donington Park | Jamie Green        | Jamie Green        |
| Snetterton     | Alan van der Merwe | Alan van der Merwe |
| Croft          | Will Davison       | Alan van der Merwe |
| Knockhill      | Clivio Piccione    | Nelson Piquet Jr.  |
| Silverstone    | Nelson Piquet Jr.  | Alan van der Merwe |
| Castle Combe   | Alan van der Merwe | Danny Watts        |
| Oulton Park    | Alan van der Merwe | Alan van der Merwe |
| Rockingham     | Nelson Piquet Jr.  | Jamie Green        |
| Thruxton       | Robert Dahlgren    | Jamie Green        |
| Spa            | Alan van der Merwe | Alan van der Merwe |
| Donington Park | Nelson Piquet Jr.  | Rob Austin         |
| Brands Hatch   | Nelson Piquet Jr.  | Nelson Piquet Jr.  |

## Slutställning
| Plats | Förare             | Poäng |
| ----- | ------------------ | ----- |
| 1     | Alan van der Merwe | 308   |
| 2     | Jamie Green        | 237   |
| 3     | Nelson Piquet Jr.  | 231   |
| 4     | Richard Antinucci  | 125.5 |
| 5     | Danny Watts        | 125   |
| 6     | Ronnie Bremer      | 121   |
| 7     | Rob Austin         | 110   |
| 8     | Will Davison       | 103   |
| 9     | Robert Dahlgren    | 102   |
| 10    | Adam Carroll       | 90    |